# Fatma Sipahioğlu
Fatma Duygu Sipahioğlu (ur. 31 października 1979 w Ankarze) – turecka siatkarka, grająca na pozycji środkowej, reprezentantka kraju. W sezonie 2006/2007 reprezentowała barwy BKS-u Aluprof Bielsko-Biała, z którym wywalczyła brązowy medal mistrzostw Polski.
Karierę siatkarską rozpoczęła w wieku 17 lat w zespole Vakifbank Ankara, którego trenerem był Andrzej Niemczyk. W 2005 wraz z reprezentacją Turcji wywalczyła złoty medal podczas 15. Igrzysk Śródziemnomorskich. 

## Sukcesy
Igrzyska Śródziemnomorskie:
- 2005

Liga Mistrzyń:
- 1998[7], 1999[8]

Puchar CEV:
- 2009[9]

Puchar Challenge:
- 2016[10]

Mistrzostwa Turcji:
- 1997, 1998, 2009
- 2000, 2004
- 1999, 2006

Puchar Turcji:
- 1997, 1998

Mistrzostwa Polski:
- 2007

Superpuchar Polski:
- 2006[12]